# Riviera (film)
Pour les articles homonymes, voir Riviera.
Pour plus de détails, voir Fiche technique et Distribution.
Riviera est un film dramatique français réalisé par Anne Villacèque, sorti en 2005.

## Synopsis
Antoinette est femme de chambre dans un grand hôtel de la Côte d'Azur. En manque d'affection, d'attention et de sensualité, elle déprime. Elle vit seule avec sa fille, la belle Stella, qui, elle, prend du bon temps.

## Fiche technique
- Titre : Riviera
- Réalisation : Anne Villacèque
- Scénario : Chantal Poupaud et Anne Villacèque
- Production : Nicolas Blanc
- Budget : 3,02 millions d'euros
- Musique : Marc Collin et Jean Mallet
- Photographie : Pierre Milon
- Montage : Anne Riegel
- Décors : Nicolas Chick
- Pays d'origine :  France
- Format : couleur - 1,85:1 - Dolby Digital - 35 mm
- Genre : drame
- Durée : 94 minutes
- Dates de sortie : 15 septembre 2005 (festival de Toronto), 18 janvier 2006 (France)

## Distribution
- Vahina Giocante : Stella
- Miou-Miou : Antoinette
- Élie Semoun : Romansky
- Aurélie Amblard : La fille au piercing
- Mathieu Simonet : Fabrizio
- Antoine Basler : Le gérant du Milk
- Franc Bruneau : Le livreur de pizzas
- Stéphane Mélis : Le chef du personnel
- Jean-Claude Flaccomio : Réalisateur film
- Didier Casnati : Samy

## Musiques additionnelles
Sauf indication contraire ou complémentaire, les informations mentionnées dans cette section proviennent du générique de fin de l'œuvre audiovisuelle présentée ici.
- J'ai encore rêvé d'elle - Il était une fois
- In A Manner Of Speaking - Nouvelle Vague & Camille

## Nomination
- Nomination au Léopard d'or, lors du Festival international du film de Locarno en 2005.